# Sudetendeutsches Musikinstitut
Das Sudetendeutsche Musikinstitut (SMI) in Regensburg erforscht, dokumentiert und fördert die Musikkultur in den böhmischen Ländern „unter besonderer Berücksichtigung der Bevölkerung deutscher Sprache, Abstammung oder Nationalität“. Das Institut arbeitet die komplexen deutsch-tschechischen Wechselwirkungen dieser Kultur im europäischen Kontext heraus und ist auf Austausch und Völkerverständigung angelegt. Der Terminus „Musik“ ist in diesem Projekt weder an Staats- noch Genrebestimmungen gebunden. Neben der „Klassischen Musik“ wird „das ganze Spektrum der Umgangs- und Unterhaltungsmusik (Folklore, Jazz und andere Musik)“ behandelt und gefördert.
Das SMI übernimmt damit eine Aufgabe, die bis 1988 in ähnlicher Weise das Institut für Deutsche Musik im Osten für die musikalischen Kulturgüter aus Schlesien, Ost- und Westpreußen, Danzig, dem Baltikum sowie den deutschen Siedlungsgebieten in Südosteuropa und der ehemaligen Sowjetunion leistete. Das SMI wird dabei vom Bayerischen Staatsministerium für Familie, Arbeit und Soziales, der Stadt Regensburg sowie von der Beauftragten der Bundesregierung für Kultur und Medien gefördert. „Das SMI sammelt Musikalien, Fachliteratur, Handschriften und Dokumente jeglicher Art zur Musik der Böhmischen Länder.“ Im Rahmen seiner Möglichkeiten tritt das SMI auch selbst als Veranstalter, Initiator und Förderer von Veranstaltungen auf.
„Zwischen 1944 und 1950 waren in Europa etwa 12 bis 14 Millionen Deutsche und deutschstämmige Angehörige verschiedener Staaten von Flucht und Vertreibung betroffen.“ Mehr als zwei Millionen der betroffenen Menschen aus der damaligen Tschechoslowakei fanden in Bayern Zuflucht. Sie brachten gerade auch in der Musik reichhaltige und wertvolle Kulturtraditionen aus ihren ehemaligen Wohn- und Siedlungsgebieten in Böhmen mit. Der Bezirk Oberpfalz entschied sich 1990 zur Gründung des SMIs, um diese wertvolle Musikkultur der böhmischen Länder langfristig zu sichern. Die eigentliche Gründung erfolgte am 30. Juli 1991.

## Veröffentlichungen des SMI (Auswahl)
- Widmar Hader: Lexikon zur deutschen Musikkultur: Böhmen, Mähren, Sudetenschlesien. Langen-Müller, München 2000, ISBN 3-7844-2799-5.
- Andreas Wehrmeyer (Hrsg.): Musik im Protektorat Böhmen und Mähren: (1939–1945). Fakten, Hintergründe, historisches Umfeld. Ricordi, München 2008, ISBN 978-3-938809-34-1.
- Vladimír Šlajch: Die Elbogener Orgelbauschule. Sudetendeutsches Musikinstitut, Regensburg 1992, ISBN 3-9803294-0-2.
- Torsten Fuchs (Hrsg.): Der jüdische Beitrag zur Musikgeschichte Böhmens und Mährens. 2. Sudetendeutsch-Tschechisches Musiksymposium, 28./29. September 1992. Sudetendeutsches Musikinstitut, Regensburg 1992. ISBN 3-9803294-2-9.